# Tribüne Bergpreis 1980
Der Tribüne Bergpreis 1980 war die 23. Austragung des seit 1957 ausgefahrenen Eintagesrennens Tribüne Bergpreis in der DDR. Es fand am 30. August statt.

## Strecke
Start und Ziel lagen in Blankenburg (Harz), der Kurs führte auf welligem Terrain durch den Harz und war ein Rundkurs mit je 17,5 Kilometern Länge, der neunmal zu absolvieren war.

## Rennverlauf
Der Tribüne Bergpreis war Bestandteil des internationalen Kalenders für Amateurrennen 1980 der Union Cycliste Internationale (UCI).
Das Straßenradrennen war der 1. Lauf im Rahmen der Rennserie um den Großen Preis der sozialistischen Länder im Straßenradsport. Veranstalter war der Deutsche Radsportverband der DDR, organisiert wurde das Rennen von der BSG Lok Blankenburg und von der Tageszeitung Tribüne unterstützt. Am Start waren 78 Radrennfahrer aus der Tschechoslowakei, Polen, Bulgarien und der DDR. Bis auf Falk Boden war die komplette Nationalmannschaft der DDR am Start. Der Sieger von 1980, Martin Goetze, initiierte in der 5. Runde eine Spitzengruppe von vier Fahrern. Diese Gruppe kam mit mehr als vier Minuten Vorsprung ins Ziel. Goetze gewann den Zielsprint deutlich.
|     | Fahrer            | Verein/Land      | Zeit (h)       |
| --- | ----------------- | ---------------- | -------------- |
| 01. | Martin Goetze     | SC DHfK Leipzig  | 4:15:26        |
| 02. | Andreas Petermann | SC DHfk Leipzig  | 4:15:26        |
| 03. | Jörg Köhler       | SG Wismut Gera   | 4:15:26        |
| 04. | Holger Kickeritz  | SC Dynamo Berlin | 4:15:26        |
| 05. | Thomas Barth      | SG Wismut Gera   | + 4:16 Minuten |
| 06. | Krzysztof Wrobel  | Polen            | + 4:34 Minuten |
| 0 … |                   |                  |                |